# Idris II.

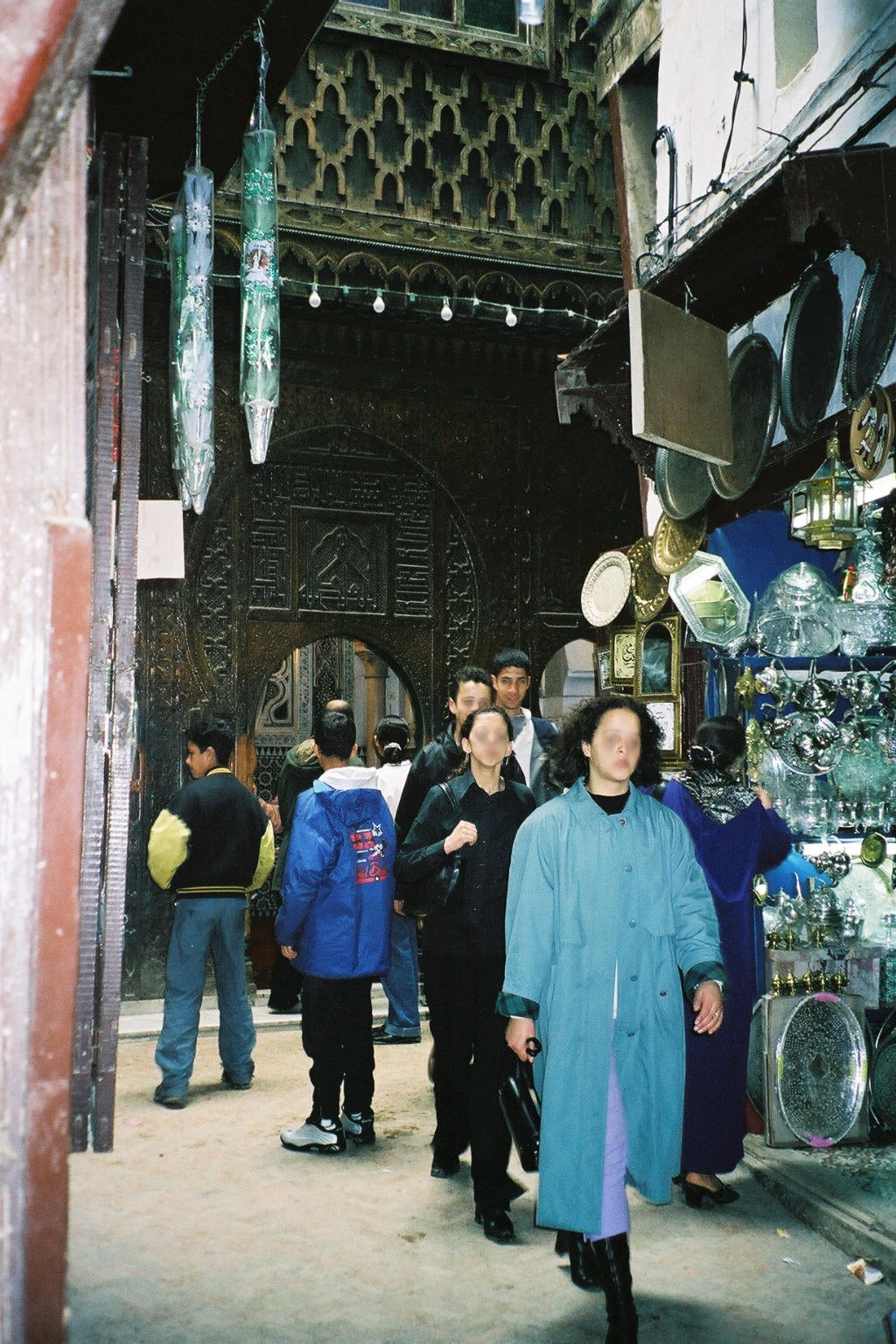
Zaouia Idris II. in der Medina von Fès el Bali aus dem 15. Jahrhundert, später mehrfach erweitert

Idris II. (* 791; † 828) war zweiter Herrscher der Idrisiden in Marokko (791–828).
Idris II. wurde erst nach der Ermordung seines Vaters Idris I. (788–791) geboren. Die Regentschaft für den Minderjährigen führte Raschid, der langjährige Diener von Idris I. Im Alter von elf Jahren wurde Idris II. zum Imam ausgerufen. Durch Feldzüge wurde der Einfluss der Idrisiden im nördlichen Marokko erweitert.
Fès wurde unter ihm zur Hauptstadt des Reiches ausgebaut. Im Gegensatz zu seinem Vater stützte sich Idris II. verstärkt auf arabische Gruppen, deren Einwanderung nach Nordmarokko er förderte. Die arabischen Siedler kamen neben Kairuan vor allem aus Andalusien. Dort waren nach der Vorortrevolte in Córdoba gegen al-Hakam I. (818) tausende Rebellen aus dem Emirat von Córdoba vertrieben worden. Diese wurden in Fes angesiedelt, wodurch die Stadt neben Kairuan zum bedeutendsten Zentrum der arabischen Kultur im Maghreb wurde.
Wie der persische Geograph Ibn al-Faqīh (frühes 10. Jh.) berichtet, teilte Idrīs die muʿtazilitischen Auffassungen von Ishāq ibn Muhammad ibn ʿAbd al-Hamīd, dem Oberhaupt der Bevölkerung von Tanger, der mit ihm zusammenarbeitete.
Idris II. starb 828 in Walila (Volubilis). Sein Grab in der Zaouia Mulai Idris II in Fes, 1437 unter Abdalhaqq II. wiederentdeckt, entwickelte sich in der merinidischen Zeit im 15. Jahrhundert zu einem bedeutenden Wallfahrtsort. Seine Pilgerstätte (Qubba) gilt als der heiligste Ort der Stadt.

## Belege
1. ↑  Vgl. Beck: L' image d'Idrīs II. 1989, S. 14f.

| Personendaten    | Personendaten                  |
| ---------------- | ------------------------------ |
| NAME             | Idris II.                      |
| KURZBESCHREIBUNG | Herrscher in Marokko (791–828) |
| GEBURTSDATUM     | 791                            |
| STERBEDATUM      | 828                            |